# Figeholm (naturreservat)
Figeholm är ett naturreservat intill orten Figeholm i Oskarshamns kommun i Kalmar län.
Området är naturskyddat sedan 2007 och är 222 hektar stort. Reservatet består av det tidigare reservatet Stenhagen där Norrån rinner och där det finns lundar  av ädellövträd. Området är en tidigare utmark med trädbevuxna ängar och hagar.